# Sehima
Sehima é um género botânico pertencente à família Poaceae. É originário de África, Índia e Austrália.
O género foi descrito por Pehr Forsskål e publicado em  Flora Aegyptiaco-Arabica 178. 1775. A espécie-tipo é Sehima ischaemoides Forssk.
O número cromossómico básico é x = 10 e 17, com números cromossómicos somáticos de 2n = 34 e 40.
Trata-se de um género reconhecido pelo sistema de classificação filogenética Angiosperm Phylogeny Website.

## Espécies
- Sehima beccarii
- Sehima ciliaris
- Sehima elegans
- Sehima galpinii
- Sehima inscalptum
- Sehima ischaemoides
- Sehima kotschyi
- Sehima macrostachyum
- Sehima nervosa
- Sehima nervosum
- Sehima notata
- Sehima notatum
- Sehima racemosa
- Sehima ramosissima
- Sehima spathiflorum
- Sehima sulcata
- Sehima sulcatum
- Sehima textilis
- Sehima variegata